# Karl von Huene
Karl Adolf Eduard von Huene (Colonia, 24 ottobre 1837 – Colle Isarco, 13 marzo 1900) è stato un politico prussiano.

## Biografia
Karl von Hoiningen chiamato Huene era figlio del tenente generale prussiano Wilhelm von Huene e di sua moglie Charlotte, nata Lossen (1798-1869). Frequentò il ginnasio a Coblenza e Berlino ed entrò nel Reggimento Granatieri Kaiser Alexander dell'esercito prussiano a metà maggio 1859 come avanguardia. Nel 1860 divenne sottotenente del Reggimento Elisabetta e partecipò alla guerra contro la Danimarca nel 1864. Nella guerra contro l'Austria agì a Soor e Königgrätz nel 1866. Huene fu insignito dell'Ordine dell'Aquila Rossa IV. Venne assegnato allo Stato Maggiore dell'Esercito a metà marzo 1868 e promosso Capitano alla fine di ottobre 1869. In qualità di Ufficiale di Stato Maggiore presso il Comando Generale del X Corpo d'Armata, prese parte alle battaglie di Vionville, Gravelotte, Noisseville, Beaune-la-Rolande, Orléans, Beaugency e Le Mans, nonché all'assedio di Metz nel 1870/71.
Decorato con la Croce di Ferro di II Classe, Huene fu trasferito al Reggimento di Fanteria dell'Assia n. 82 come comandante di compagnia dopo la conclusione della pace il 3 giugno 1871. In seguito alle sue dimissioni, Huene fu posto a riposo il 16 agosto 1873 con la pensione e il diritto di indossare l'uniforme del reggimento. Assunse la gestione della sua tenuta Groß-Mahlendorf nel distretto di Falkenberg, in Alta Slesia, ed ottenne il titolo di Maggiore a metà luglio 1883.
Nelle nuove elezioni del 1876 fu eletto membro del parlamento e si iscrisse al gruppo del Partito di Centro alla Camera dei rappresentanti prussiana. Si distinse per la sua competenza, soprattutto nelle questioni finanziarie ed economiche, nonché per la sua oratoria e per la sua moderazione.
Per assumere l'amministrazione dei possedimenti del principe di Thurn und Taxis, rinunciò al mandato nel 1882, ma già nel 1883 fu destituito dal principe, che nel frattempo aveva raggiunto la maggiore età, e rientrò nel Landtag e il Reichstag per rielezione nel collegio elettorale Breslavia 8 (Breslau Land - Neumarkt) dal 1890 al 1893. Nel primo, nel 1885, presentò la mozione Huenes (lex Huene) sulla distribuzione ai comuni delle eccedenze dei dazi doganali recentemente introdotti per la Prussia nel Reich, che fu approvata.
Dal 1895 fino alla sua morte, Huene fu il primo presidente del Fondo cooperativo centrale prussiano (in tedesco: Preußischen Zentralgenossenschaftskasse).
Karl von Huene, anch'egli barone dal 22 agosto 1863 per riconoscimento prussiano, è stato sposato con Johanna von Blacha (1846-1895) della Casa di Thule dal 10 ottobre 1864.